# День религиозной пропаганды и СМИ

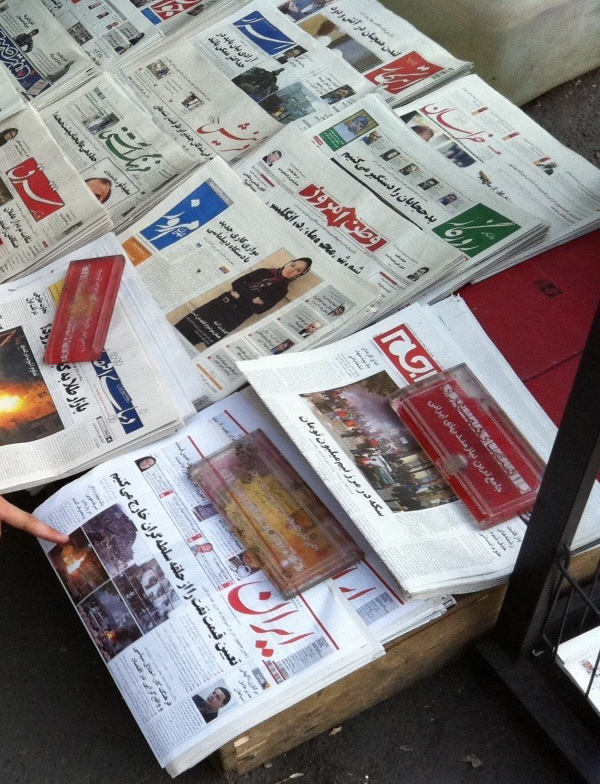

День религиозной пропаганды и СМИ (перс. روز تبلیغ و اطلاع رسانی دینی) — иранский праздник, отмечающийся 21/22 июня (1 тира по иранскому календарю).

## История праздника
День религиозной пропаганды и СМИ проводится в связи с годовщиной указа имама Хомейни о создании 22 июня 1981 года Организации исламской пропаганды (перс. سازمان تبلیغات اسلامی‎).

## Организация исламской пропаганды
Организация исламской пропаганды была создана через два года после победы Исламской революции. Высокопоставленные чиновники страны (в основном духовники) видели необходимость в создании институтов и организаций, пропагандирующих культурные и религиозные убеждения правящего класса. Таким образом, пропаганда ислама идет бок о бок с пропагандой самой Исламской революции и ее результатов.
В течение десятилетий работы основная программа Организации незначительно изменялась в связи с колебаниями преобладающих потребностей общества и политики государства. С 2001 года Верховный лидер ИРИ Али Хаменеи с особым вниманием выделяет вопросы исламского образования, исследований исламской культуры и ее пропаганды. Основной целью Организации в течение нескольких лет было знакомство молодого поколения со священной книгой мусульман Кораном. Организация активно использует новейшие технологии для проведения религиозных миссий, в том числе социальную рекламу ислама в Интернете.
Стабильно работающая религиозная организация с несколькими тысячами активных членов является крупнейшей шиитской культурно-пропагандистской сетью в мире. Целью организации является углубление знаний общества о культуре истинного ислама и высокой миссии пророка Мухаммеда, а также популяризация ислама среди населения, в особенности, в кругах молодежи. Указ Совета религиозных миссий удвоил необходимость создания Организации исламской пропаганды в связи с уникальной ролью ислама в иранской культуре.
В соответствии с пунктом 16 статьи 6 устава Организации исламской пропаганды, данная организация ответственна за широкое распространение знаний об исламе в иранском обществе. Часть этой ответственности разделена с экспертным органом — Учредительным советом религиозных миссий. Он проводит пропагандистскую политику на трех уровнях: города, провинции и общегосударственном. Данный совет является связующим звеном между Организацией исламской пропаганды и собственно религиозными миссиями.
Играя также консультативную роль, Учредительный совет религиозных миссий помогает Организации принимать надлежащие решения для оптимального выполнения своих функций.
Задачи Организации исламской пропаганды:
1. Планирование, руководство, поддержка и мониторинг популярной социально-религиозной рекламы. Подготовка общества к появлению новых исламских объединений и организаций; контроль их деятельности;
2. Содействие развитию образования и культуры. Пропаганда шиитского ислама с акцентом на тот факт, что все традиционные течения ислама идут от одного источника: снижение напряженности между суннитами и шиитами в Иране; возрождение традиционного исламского образования;
3. Мониторинг и анализ пропаганды идеологических противников (США и Израиль) на предмет поиска материалов, порочащих или отрицающих победу Исламской революции в Иране. Обеспечение соответствующей политики и пропаганды для их опровержения;
4. Выполнение практических исследований для выяснения потребностей различных слоев иранского общества, в особенности молодежи. Создание современных пропагандистских методов и планирование своевременных реформ для возрождения традиционной исламской культуры;
5. Издание соответствующих книг и периодических материалов для ознакомления людей с ценностями исламской культуры и цивилизации. Объяснение важности результатов победы Исламской революции (в особенности в системе образования) и принципов политического, экономического и культурного развития с позиции Революции;
6. Направление общественного мнения на необходимые религиозные вопросы с помощью средств массовой информации.[4]